# Stefan Brentle

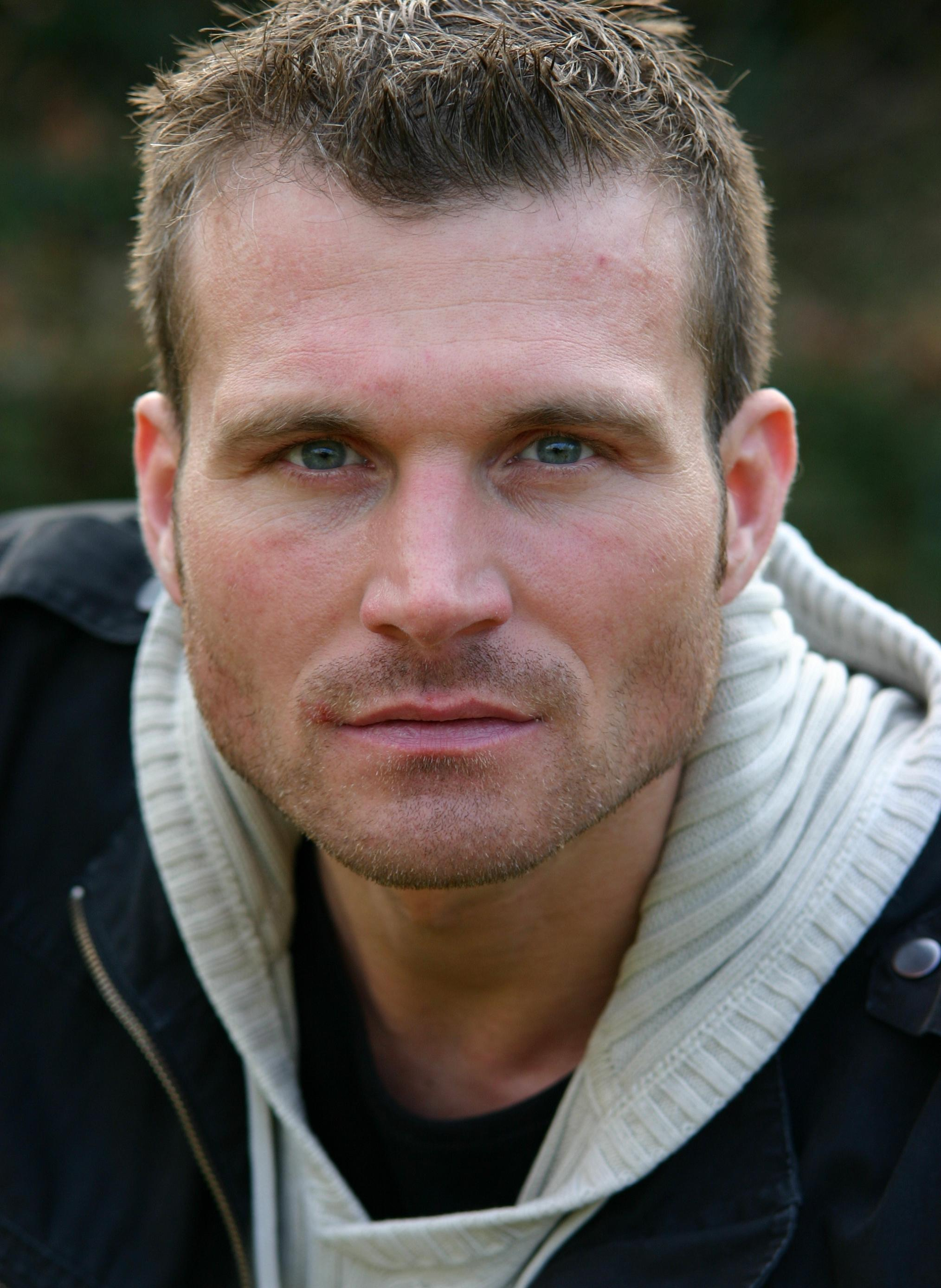
Stefan Brentle

Stefan Ingwald Brentle (* 4. Juli 1972 in Bruchsal, Baden-Württemberg) ist ein deutscher Schauspieler, Hörbuch-, Hörspiel- und Synchronsprecher.

## Leben
Stefan Brentle ist der Sohn von Ingwald Brentle und Heidemarie Dicke. Brentle, der einen Bruder hat, wuchs in Baden, in Süddeutschland auf und besuchte das Heidelberg College. Er ist Radsportler und nimmt regelmäßig an sogenannten Langstreckendistanzrennen, 24-Stundenradrennen, teil.

## Beruf
Nach seiner Schulzeit absolvierte Brentle eine Tischler- und Schreinerausbildung. Anschließend meldete er sich zur Bundesmarine und schlug später die Offizierslaufbahn bei der Luftwaffensicherungstruppe ein. Als er wegen einer Verletzung nicht einsatzfähig war, ordnete der damals Siebenundzwanzigjährige sein Leben neu und beschloss, Schauspieler zu werden.
Seine Schauspielausbildung absolvierte er unter anderem bei Herbert Wandschneider, Dozent an der Schauspielschule Theater der Keller in Köln.

### Erste Fernsehrollen
Seine ersten Erfahrungen im Fernsehgeschäft sammelte Brentle Anfang der 2000er Jahre in Fernsehserien, wie Verbotene Liebe, Die Nesthocker und Nikola.

### Bühne und Theater
Brentle spielt überwiegend an Bühnen im Norddeutschen Raum. Er ist unter anderem Ensemblemitglied des Imperial Theaters Hamburg, des größten deutschen Krimitheaters.
Von 2005 bis 2007 brachte er zusammen mit Monty Arnold „Monty Arnolds Gesellschaftsabende“ auf die Bühne des Loogensaals der Hamburger Kammerspiele. Diese kabarettistischen Bühnenproduktionen waren eine Hommage an den im Dezember 2005 verstorbenen Hanns Dieter Hüsch und hatten die Gesellschaftsabende von Hanns Dieter Hüsch zum Vorbild. Zeitgleich spielte er ab 2005 am Imperial Theater Hamburg seinen ersten Bühnenkrimi Der Hexer nach Edgar Wallace.
Von 2009 bis Januar 2012 gastierte Brentle am Partout Theater in Lübeck und gab dort 2009 in der Komödie Butterbrot von Daniel Barylli in der Rolle des Martin Sterneck sein Bühnendebüt.

## Filmografie

### Spielfilme
- 2002: Das Jahr der ersten Küsse

### Fernsehserien
- 2003: Verbotene Liebe
- 2006: Die Rettungsflieger
- 2006: Der Landarzt
- 2007: KTI-Menschen lügen, Beweise nicht
- 2011: Neues aus Büttenwarder
- 2012: Großstadtrevier
- 2012–2013: Rote Rosen
- 2013: Die Pfefferkörner
- 2014: Tatort – Der sanfte Tod (Fernsehreihe)
- 2015: Notruf Hafenkante (Folge Scheisstag)
- 2018: Die Hälfte der Welt gehört uns – Als Frauen das Wahlrecht erkämpften (Dokudrama)
- 2020: Großstadtrevier (Folge Hochdosiert)

## Sprecher

### Hörspiele
- 2013:  Die drei ??? und das blaue Biest – Regie: Heikedine Körting, Produktion: Europa, VÖ-Termin: 21. Februar 2014
- 2013: Die fünf Freunde und die Nacht auf dem Polarschiff – Regie: Heikedine Körting, Produktion: Europa, VÖ-Termin: 2014
- '2009: Die Schwarze Sonne IX, Die Herren der Welt – Regie: Günter Merlau, Produktion: Lausch – Phantastische Hörspiele, VÖ-Termin: 6. November 2009
- 2008: Hellboy 4, Der Teufel erwacht II – Regie: Günter Merlau, Produktion: Lausch – Phantastische Hörspiele, VÖ-Termin: 10. Oktober 2008
- 2008: Hellboy 3, Der Teufel erwacht I – Regie: Günter Merlau, Produktion: Lausch – Phantastische Hörspiele, VÖ-Termin: 10. Oktober 2008
- 2008: Das schwarze Auge, Das Tor in die Vergangenheit – Regie: Günter Merlau, Produktion: Europa, VÖ-Termin: 26. September 2008
- 2008: Das schwarze Auge, Die Ruinen von Shaba Yal – Regie: Günter Merlau, Produktion: Europa, VÖ-Termin: 26. September 2008
- '2008: Das schwarze Auge, Die geheimnisvolle Burg – Regie: Günter Merlau, Produktion: Europa, VÖ-Termin: 26. September 2008
- 2008: Die Schwarze Sonne VIII, Das verlorene Paradis – Regie: Günter Merlau, Produktion: Lausch – Phantastische Hörspiele, VÖ-Termin: 14. November 2008
- 2007: Drizzt, die Saga vom Dunkelelf 5, In Acht und Bann – Regie: Günter Merlau, Produktion: Lausch – Phantastische Hörspiele, VÖ-Termin: 24. August 2007
- 2007: Drizzt, die Saga vom Dunkelelf 6, Der Hüter des Waldes – Regie: Günter Merlau, Produktion: Lausch – Phantastische Hörspiele, VÖ-Termin: 24. August 2007
- 2007: Die Schwarze Sonne V, Arkasha – Regie: Günter Merlau, Produktion: Lausch – Phantastische Hörspiele, VÖ-Termin: 26. Oktober 2007
- 2007: Die Schwarze Sonne IV, Vril – Regie: Günter Merlau, Produktion: Lausch – Phantastische Hörspiele, VÖ-Termin: 4. Mai 2007
- 2007: Die Schwarze Sonne III, Weisses Gold – Regie: Günter Merlau, Produktion: Lausch – Phantastische Hörspiele, VÖ-Termin: 4. Mai 2007
- 2006: Die Schwarze Sonne II, Böses Erwachen – Regie: Günter Merlau, Produktion: Lausch – Phantastische Hörspiele, VÖ-Termin: 27. Oktober 2006

### Vertonung von Spielen
- 2012: Mass Effect 3 – Produktion: Toneworx
- 2011: Mass Effect 3 – Produktion: Toneworx
- 2010: Dues EX 3' – Produktion: Toneworx
- 2009: Dragon Age – Produktion: Toneworx
- 2009: Mass Effect 2 – Produktion: Toneworx
- 2008: Dragon Age – Produktion: Toneworx